# كيرفينو
كيرفينو، (بالإنجليزية: Cervino)‏، (كامبانيا:Cervìnë)، هي بلدة صغيرة و(بلدية) في مقاطعة كازيرتا في إقليم كامبانيا الإيطالي، وتقع على بعد حوالي 30 كم (19 ميل) شمال شرق نابولي، وحوالي 7 كيلومترات (4 ميل) شرق كازيرتا. في 31 ديسمبر 2004، كان عدد سكانها 5137 نسمة ومساحة 8.0 كيلومتر مربع (3.1 ميل مربع).

## السكان
في سنة 1861 بلغ عدد السكان 2٬849 نسمة، وتطور العدد ليصل في سنة 2011 لـ 5٬024 نسمة.
يظهر هذا المخطط البياني تطور النمو السكاني لـ كيرفينو